# 刀形棘缘吸虫
刀形棘缘吸虫（学名：Echinoparyphium bioccalerouxi）为棘口科棘缘属的动物。分布于意大利、埃及以及中国大陆的福建等地，营寄生生活，宿主长尾蓝鹊、八哥、小白鼠以及寄生于肠。